# Crax
Crax Linnaeus, 1758 è un genere di uccelli galliformi della famiglia Cracidae.

## Tassonomia
Il genere comprende le seguenti specie:
- Crax rubra Linnaeus, 1758 - crace maggiore
- Crax alberti Fraser, 1852 - crace beccazzurro
- Crax daubentoni G.R.Gray, 1867 - crace beccogiallo
- Crax alector Linnaeus, 1766 - crace nero
- Crax globulosa von Spix, 1825 - crace dai bargigli
- Crax fasciolata von Spix, 1825 - crace faccianuda
- Crax blumenbachii von Spix, 1825 - crace beccorosso